# Френклин (Кентаки)
Френклин (енгл. Franklin) град је у америчкој савезној држави Кентаки.

## Демографија
По попису из 2010. године број становника је 8.408, што је 412 (5,2%) становника више него 2000. године.
| Група             | 2000.         | 2010.         |
| Белци             | 6.441 (80,6%) | 6.693 (79,6%) |
| Афроамериканци    | 1.340 (16,8%) | 1.228 (14,6%) |
| Азијати           | 61 (0,8%)     | 88 (1,0%)     |
| Хиспаноамериканци | 65 (0,8%)     | 199 (2,4%)    |
| Укупно            | 7.996         | 8.408         |